# ایوارت هورسفال
ایوارت هورسفال (انگلیسی: Ewart Horsfall; ۲۴ مهٔ ۱۸۹۲ – ۱ فوریهٔ ۱۹۷۴) قایقران روئینگ اهل بریتانیا بود.
وی همچنین برندهٔ جوایزی همچون مدال صلیب پرواز ممتاز (بریتانیا) شده‌است.